# Aloe helenae
Aloe helenae (лат. Aloe helenae) — вид рослини роду Алое родини Асфоделових, який зустрічається в провінції Туліара на Мадагаскарі. Популяція рослини знаходиться в критичному стані. На сьогоднішній день Алое Олени, яке є ендеміком Південного Мадагаскару, складається з двох або трьох субпопуляцій, кожна з яких налічує не більше 10 дорослих особин. Розмноження не спостерігається.